# Costa di Siple
La costa di Siple (centrata alle coordinate 82°00′S 155°00′W) è una porzione della costa della Dipendenza di Ross, in Antartide. In particolare, la costa di Siple si estende tra l'estremità settentrionale del flusso di ghiaccio MacAyeal (80°10′S 151°00′W), a nord, e l'estremità settentrionale del flusso di ghiaccio Whillans (83°30′S 153°00′W), a sud, e confina a nord con la costa di Shirase e a sud con la costa di Gould. La costa di Siple è di fatto la parte mediana della costa antartica che fiancheggia la parte orientale della barriera di Ross, la quale si estende, appunto, davanti a tutta la lunghezza della costa di Siple e nella quale confluiscono, assieme a molti altri, anche i due flussi di ghiaccio sopraccitati.

## Storia
Originariamente conosciuto come costa di Kirton, questo settore fu ribattezzato con il suo attuale nome nel 1961 da parte del Comitato neozelandese per i toponimi antartici in onore di Paul A. Siple, scienziato ed esploratore statunitense, che accompagnò il contrammiraglio Richard Evelyn Byrd in tutte le sue spedizioni antartiche. Siple fu, tra le altre cose, responsabile della Base Occidentale, una base di ricerca statunitense nella baia delle Balene, tra il 1939 e il 1941 e il primo comandante scientifico della Base Amundsen-Scott, nel Polo Sud.